# Granero de Norteamérica

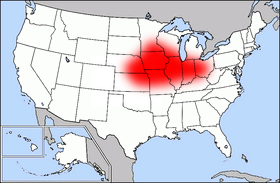
Mapa señalando la zona denominada Cinturón granelero (Grain belt), en los EE. UU.

La región denominada informalmente en los EE. UU. Grain Belt, cuya traducción literal es cinturón granelero, o más simplemente el granero de Norteamérica, está conformada por los estados de Illinois, Indiana, Iowa, Misuri y Ohio. Asimismo, por partes de los estados de Kansas; Míchigan, Minnesota, Nebraska y Wisconsin.
En esta región que es de grandes praderas, a lo ancho del Medio oeste de los EE. UU., se produce un porcentaje substancial de la producción mundial de granos y cereales, particularmente soya y maíz. 
En torno a la producción agrícola de estos granos existe una inmensa agroindustria que incluye actividades pecuarias de gran envergadura como la porcina, la avícola y la bovina.
Hay una cierta super-posición entre este cinturón granelero y el cinturón maicero estadounidense (Corn belt), pero no se trata exactamente de la misma región.